# Király Károly
Király Károly (Dicsőszentmárton, 1930. szeptember 26. – Budapest, 2021. november 4.) közgazdász, romániai magyar politikus.

## Felsőfokú tanulmányai
A moszkvai Komszomol Főiskola hallgatója (1956–57); a bukaresti Ștefan Gheorghiu Akadémián közgazdász szakot végzett (1964); a Bukaresti Közgazdaságtudományi Akadémián közgazdász szakképzettséget nyert (1970).

## Politikai pályája 1972-ig
1950–1965 között a Román Kommunista Párt (RKP) ifjúsági szervezetének (KISZ) volt az aktivistája, majd a Magyar Autonóm Tartomány KISZ Bizottságának az első titkára, innen a Gyergyói rajoni pártbizottság (körzet) első titkárává nevezték ki. 1966–1968 között az RKP Központi Bizottságának munkatársa. 1968–1972 között a Kovászna megyei pártbizottság első titkára és az RKP Politikai Végrehajtó Bizottságának póttagja volt. Alelnöke lett az 1968. november 15-én megalakuló Magyar Nemzetiségű Dolgozók Tanácsának.

## Életútja 1972–1989-ig
1972-ben a hivatalos román politika elleni tiltakozásul előbb lemondott tisztségéről. A hatalom „száműzte”, kinevezték a románok lakta Karánsebesi Fakitermelő- és Feldolgozó Kombinát vezérigazgatójává Krassó-Szörény megyébe, majd visszaengedték Marosvásárhelyre. 1978-ban levélben is tiltakozott a magyarságot sújtó román állami intézkedések ellen. Újra Karánsebesre száműzték. 1978. június 16-án ismeretlen személy rálőtt Király Károly gépkocsijára. 1978 októberében, már a meggyesfalvi konzervgyár igazgatójaként, állást adott a börtönből frissen szabadult Visky Árpádnak és az 1977 óta üldözött Hosszú Istvánnak. Beadványaival, a legfelső párt- és állami vezetéshez intézett leveleivel kiállt a romániai magyarok jogai mellett. Levelei külföldre juttatásával tájékoztatta a nemzetközi közvéleményt Ceaușescu jogtiprásairól.

## Politikai pályája az 1989-es fordulat után
Az 1989-es forradalom után a román Nemzeti Megmentési Front Tanácsának alelnökévé választották. Részt vett a Romániai Magyar Demokrata Szövetség megalakításában, de nem volt tagja az RMDSZ-nek,  1992–1993 között a Szövetség háromszéki szervezetének volt az elnöke. Az 1990. március 17-19-i marosvásárhelyi eseményekben, amikor a városban etnikai zavargásokra került sor („fekete március”), jelentős szerepet játszott, mint a Nemzeti Megmentési Front alelnöke. Konkrétan, nyomást gyakorolt a Maros megyei rendőrség és katonaság akkori vezetőire, hogy lépjenek közbe, és állítsák le az atrocitásokat, ellenkező esetben hadbíróság elé viszi őket.
1990. május végén tagja lett a román Szenátusnak (a kétkamarás román parlament másik háza, a Képviselőház mellett). Nem töltötte ki a mandátumát, 1991. december 12-én megfosztották szenátori mandátumától, mivel nem szavazta meg az alkotmányt, annak kisebbségellenes passzusa miatt.
Áttelepülése után a 2000-es évek elejétől a Békés megyei Mezőkovácsházán élt 2020-ig, majd élete legvégét Budapesten töltötte.

## Írásaiból
- Hangok és vészhangok Erdélyből. Romániai Magyar Szó (Bukarest), 1990. február 13., 14. (Erdélyi Kálmán álnéven jelent meg)
- Király Károly 1991. február 6-án nyílt levélben fordult Petre Roman miniszterelnökhöz, számon kérve a kisebbséggel kapcsolatos régebbi ígéreteit. Romániai Magyar Szó, (Bukarest), 1991. február 9-10.
- Nyílt kártyákkal. Önéletírás és naplójegyzetek. Budapest, 1995, Nap Kiadó; a könyv letölthetően[6]
- Nyílt kártyákkal, II. Az önrendelkezés útja. Pécs, 1999, Duplex Könyvkiadó[7]

## Díjai, elismerései
- Bethlen Gábor-díj (1987)[8]
- Kós Károly-nagydíj[9] (2014)[10]
- A Magyar Érdemrend középkeresztje a csillaggal (2015)[11]